# Tsukasa Hōjō

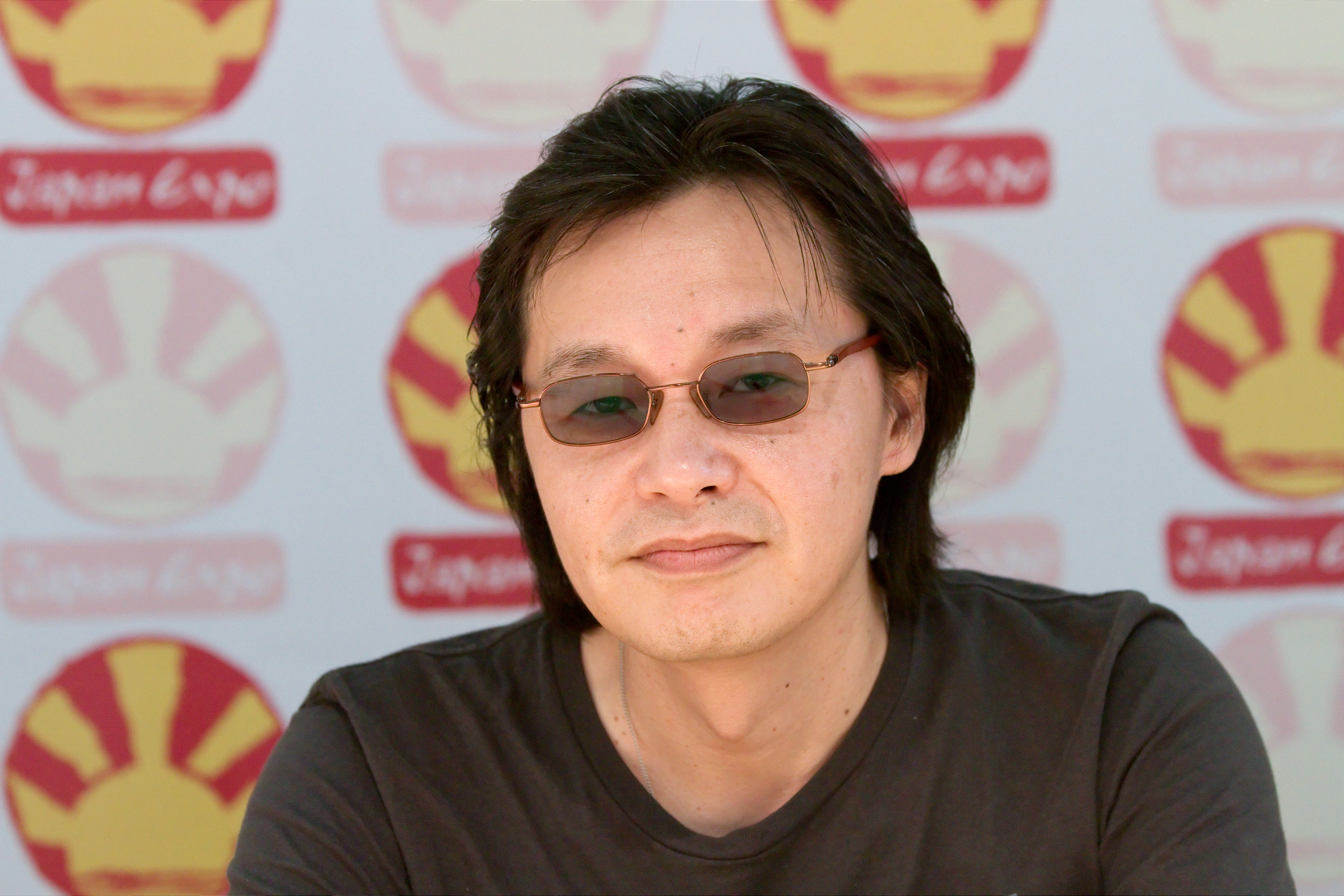
Tsukasa Hōjō

Tsukasa Hōjō (jap. 北条 司, Hōjō Tsukasa; * 5. März 1959 in Kokura, Fukuoka, Japan) ist ein japanischer Manga-Zeichner.

## Leben
Tsukasa Hōjō studierte ab 1977 an der Kyushu-Sangyo-Universität. 1979 sandte er die Kurzgeschichte Space Angel zum Shūeisha-Verlag, für die er kurze Zeit später als Zweitplatzierter bei einem Wettbewerb den renommierten Tezuka-Preis gewann, der jährlich vom Manga-Magazin Shōnen Jump an herausragende junge Manga-Zeichner vergeben wird. Diese Auszeichnung hatten zuvor bereits unter anderem Buichi Terasawa und Yukinobu Hoshino erhalten. Seinen ersten Manga als professioneller Zeichner veröffentlichte er allerdings erst 1980 mit der Kurzgeschichte Ore wa Otoko da! im Shōnen Jump.
Hōjō, dessen von Gekiga beeinflusste Zeichnungen realistisch gehalten sind, gelang mit seinem ersten längeren Manga, Cat’s Eye, ein großer Erfolg. Darin erzählt er von drei Schwestern, die am Tag ein Café führen und nachts als Diebinnen unterwegs sind. Die jungen Frauen haben es auf Gegenstände der ehemaligen Kunstsammlung ihres Vaters abgesehen. Der Manga, der über 4400 Seiten lang ist und sich in Japan 18 Millionen Mal verkaufte, erschien von 1981 bis 1985 im Shōnen Jump und wurde von 1983 bis 1985 von Tokyo Movie Shinsha in eine 73-teilige Anime-Serie verfilmt.
Eine zweite Erfolgs-Serie schuf Tsukasa Hōjō von 1985 bis 1991 mit City Hunter über den Privatdetektiv Ryo Saeba. Das über 6500 Seiten umfassende City Hunter verkaufte sich in Japan 35 Millionen Mal und erhielt zahlreiche Verfilmungen als Zeichentrick, wurde 1993 aber auch mit Jackie Chan in der Hauptrolle als Spielfilm verfilmt.
In den 1990er Jahren arbeitete Hōjō zunächst vor allem an Kurzgeschichten und kurzen Manga-Serien, schuf mit Family Compo von 1996 bis 2000 aber wieder einen längeren Comic, erstmals für ein Seinen-Magazin für erwachsene Männer. Seine vorherigen Werke waren alle in Shōnen-Magazinen für Jungen und Jugendliche erschienen. Family Compo handelt von einem jungen Mann, der alleine in einer Wohnung lebt, da seine Eltern beide bereits tot sind, und bei seiner Onkel und seiner Tante einzieht. Die Situation verkompliziert sich, als er herausfindet, dass seine Onkel und seine Tante Transvestiten sind und er sich nicht mehr sicher ist, ob nicht auch die 16-jährige Tochter des Paares ein Junge sein könnte. Seit 2001 zeichnet Hojo für das Manga-Magazin Comic Bunch an Angel Heart, einer Fortsetzung von City Hunter.
Seine Werke sind unter anderem ins Deutsche, Englische, Französische, Italienische und Chinesische übersetzt worden. Vor allem in Frankreich sind seine Mangas überaus erfolgreich, während die deutsche Publikation von City Hunter wegen eines Verlagswechsels des Zeichners von Shūeisha nach Shinchosha nach nur zehn von 35 Bänden eingestellt werden musste. Unter anderem Haruto Umezawa und Takehiko Inoue arbeiteten als Assistenten für ihn.

## Werke (Auswahl)
- Space Angel (スペース・エンジェル, Supēsu Enjeru), 1979
- Ore wa Otoko da! (おれは男だ!), 1980
- Cat’s Eye (キャッツアイ, Kyattsu Ai), 1981–1985
- City Hunter (シティーハンター, Shitī Hantā), 1985–1991
- Komorebi no Moto de… (こもれ陽の下で…), 1993–1994
- Rash, 1995
- Family Compo (ファミリー・コンポ, Famirī Kompo), 1996–2000
- Angel Heart (エンジェル ハート, Enjeru Hāto), seit 2001